# 메간 퍼거슨
메건 퍼거슨(Megan Ferguson, 1983년 ~ )은 미국의 배우이다.

## 출연 작품

### 영화
- 보살핌의 정석 (2016)
- 안 핸섬한 형사 핸섬 - 넷플릭스 미스터리 무비 (2017, Handsome) - 어맨다 역
- 서버비콘 (2017) - 준 역

### 텔레비전
- 그레이스 앤 프랭키 (2017-18)